# Haßlingen
Haßlingen  ist ein Ortsteil der Gemeinde Wagenfeld im niedersächsischen Landkreis Diepholz.

## Geografie
Haßlingen liegt im Zentrum der Diepholzer Moorniederung, südöstlich direkt anschließend an den Kernort Wagenfeld. Am westlichen Ortsrand verläuft die B 239 und nördlich die Landesstraße L 343. Die Landesgrenze zu Nordrhein-Westfalen verläuft südöstlich in 3,0 km Entfernung.

## Geschichte
Am 1. Januar 1967 wurde die bis dahin selbstständige Gemeinde in die Nachbargemeinde Wagenfeld eingegliedert.

## Baudenkmale
In der Liste der Baudenkmale in Wagenfeld sind für Haßlingen drei Baudenkmale aufgeführt:
- die sogenannte Speckmann'sche Mühle, ein Galerieholländer
- ein um 1820 errichteter zweistöckiger Fachwerkspeicher
- ein 1747 erbautes Wohn-/Wirtschaftsgebäude

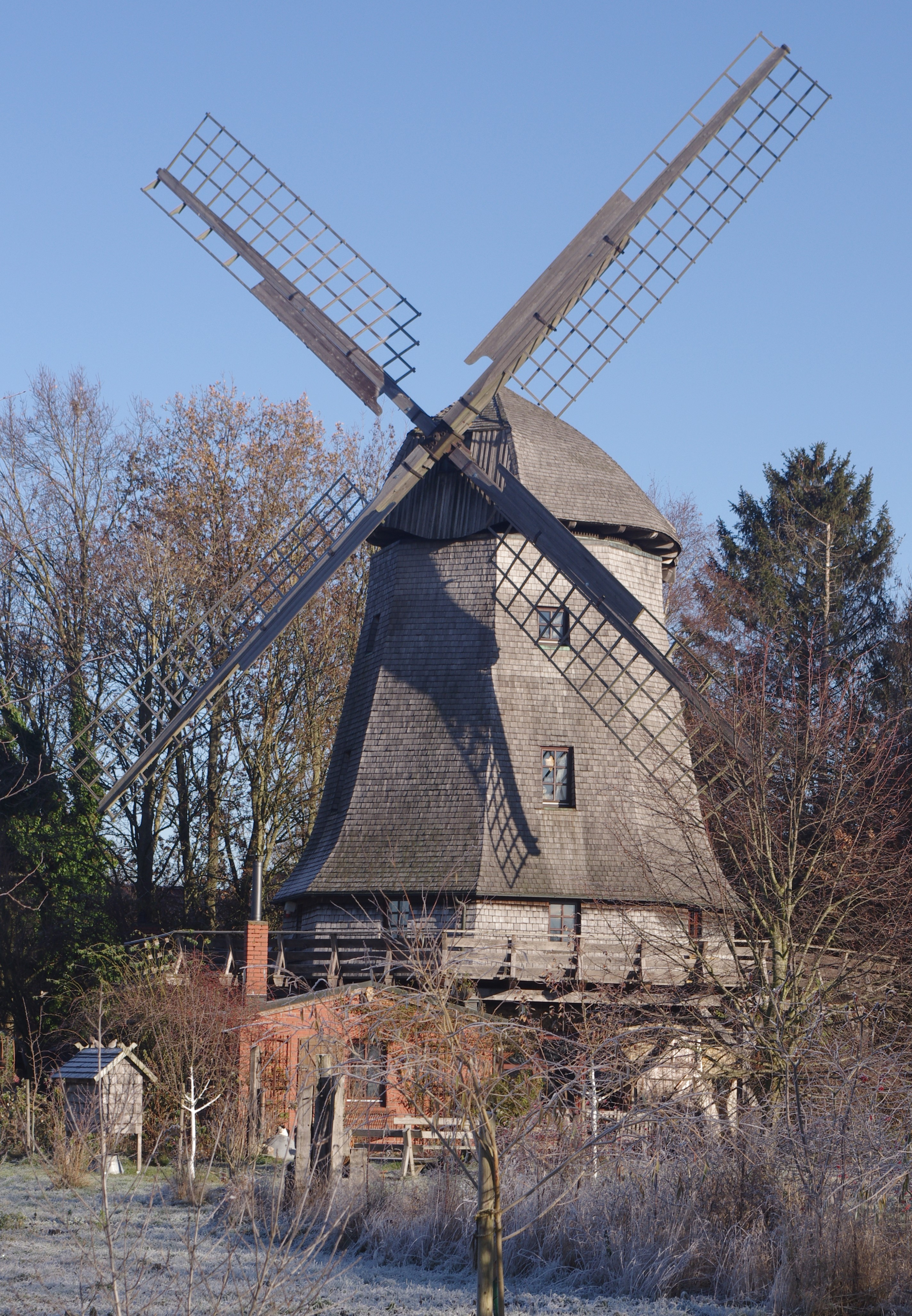
Speckmann'sche Mühle (Mühlenweg 29)
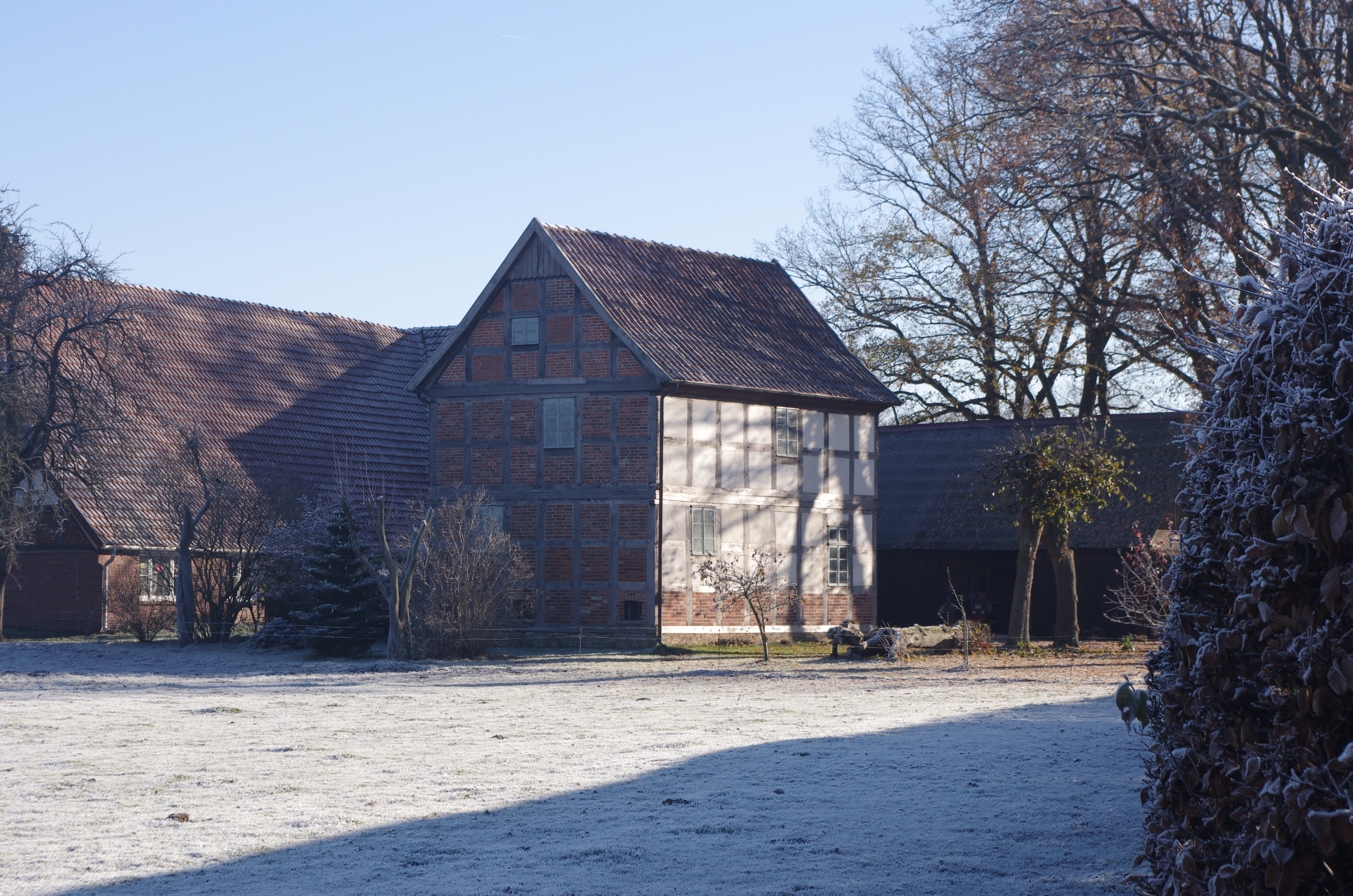
Fachwerkspeicher (Haßlinger Weg 2)
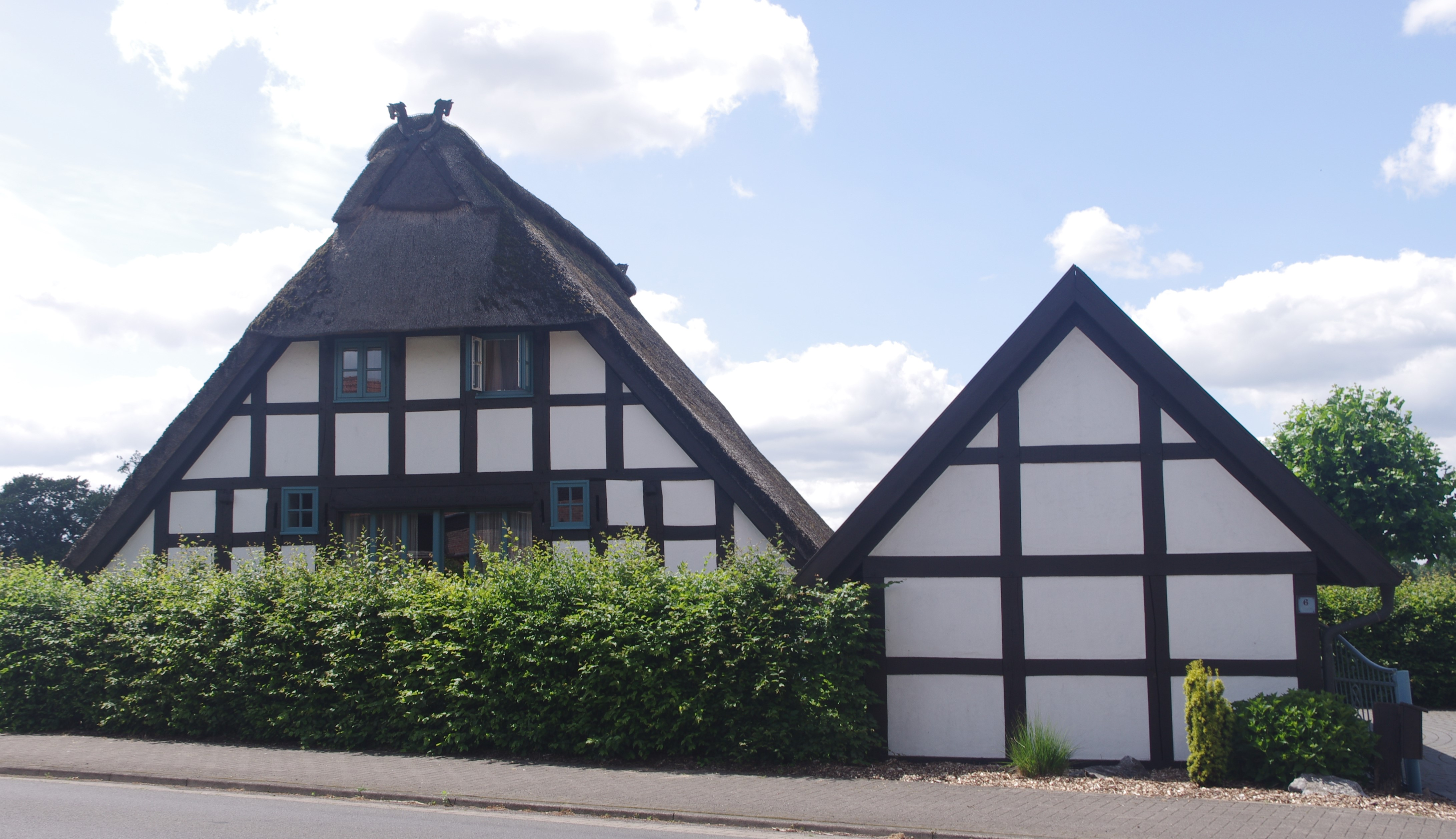
Wohn-/Wirtschafts-gebäude (Rahdener Straße 6)

## Vereine
- Schützenverein Wagenfeld-Haßlingen e. V.
- Showband Phantom-Brigade Wagenfeld Haßlingen
- Spielmannszug Wagenfeld Haßlingen[1]